# Neoproterozoikum

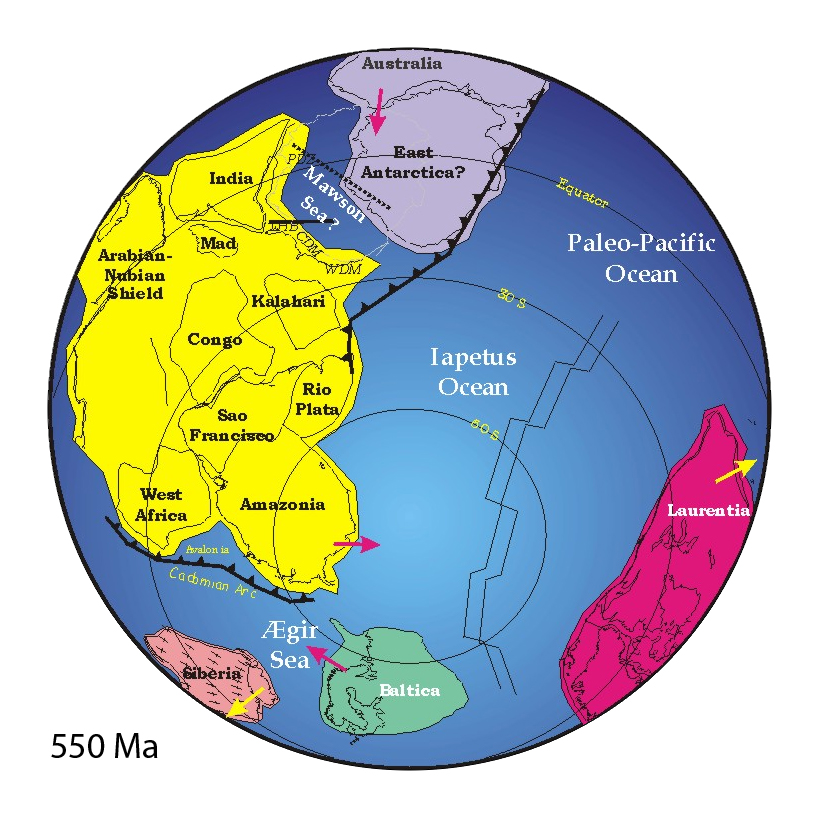
A kontinensek helyzete 550 millió évvel ezelőtt

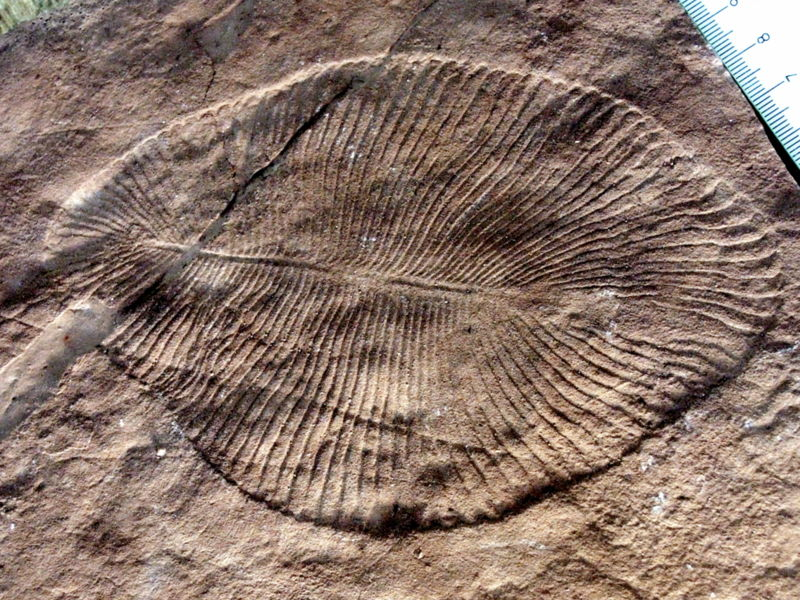
Dickinsonia costata fosszíliája a neoproterozoikum földtörténeti idő utolsó időszakából, az ediakara időszakból

A neoproterozoikum földtörténeti idő, amely mintegy 1000 millió évvel ezelőtt (Ma) kezdődött, a mezoproterozoikum idő után, és 542 ± 0,3 millió évvel ezelőtt ért véget. A proterozoikum eon (és a nem hivatalosan prekambriumnak nevezett periódus) utolsó ideje, utána a fanerozoikum eon kambrium időszaka kezdődött.

## Tagolása
A neoproterozoikumot a Nemzetközi Rétegtani Bizottság a következő időszakokra osztja (zárójelben a szovjet, illetve orosz rétegtan szerinti megnevezés):
- Tonium 1000 Ma – 850 Ma (Maja)
- Kriogén 850 Ma – 630 Ma (Bajkáli)
- Ediakara 630 Ma – 540 Ma (Vendi)

A kriogén idején történt a Föld eddig ismert legnagyobb eljegesedése, amikor a jégsapkák elérhették az egyenlítőt is (hógolyó-Föld-elmélet). Az ediakara időszakból ismertek az első többsejtű fosszíliák, köztük a legősibb ismert állatok.
Az utolsó időszak csak 2004-ben nyerte el nemzetközi nevét a Geológiai Tudományok Nemzetközi Szövetségétől. Az ediakara nevet korábban az ausztrál és észak-amerikai szaknyelvben volt elterjedt, az orosz szaknyelv a vendi, a kínai a sini elnevezést használta.

## Tektonika, éghajlat
A neoproterozoikumot a kontinenslemezek komplex mozgása jellemezte. A Rodinia szuperkontinens, amely magába foglalhatta a szárazföldek túlnyomó részét, több darabra tört szét. A kontinensek vándorlása miatt bekövetkezett éghajlati változások is lehetnek a Föld történetének ismert két legnagyobb eljegesedési hulláma mögött, amelyek a neoproterozoikumban történtek.
650–550 millió évvel ezelőtt zajlott le az asszinti orogén fázis asszinti (vagy cadomiai, bajkáli) szakasza.

## Paleobiológia
A neoproterozoikum kor létezésének gondolata viszonylag újkeletű, csak 1960 körül merült fel. A 19. századi paleontológusok a trilobiták és az archeocyathidák megjelenéséhez kötötték a többsejtű élet kialakulását és ez jelentette számukra a kambrium kor kezdetét.
A 20. század elején azonban felbukkantak olyan többsejtű állati fosszíliák, amelyek a kambrium előttről származtak. Az 1920-as években Nyugat-Afrikában egy egész komplex fauna leleteit találták meg, de rosszul becsülték meg a fosszíliák korát. Dél-Ausztráliában az 1940-es években bukkantak nagy mennyiségű fosszíliára, de ezeket csak az 1950-es évek végén tanulmányozták alaposan. Lehetséges kambrium előtti korú leleteket találtak Oroszországban, Angliában, Kanadában és más helyeken is. Ezek közül több álfosszíliának bizonyult, mások viszont máig nehezen értett bonyolult bióták képét rajzolták fel. A világ legalább 25 régiójából kerültek elő a klasszikus kambriumi határ előttről származó fosszíliák. A leghíresebb az ausztráliai Ediacara-dombságban fellelt fosszilis élővilág, amely az időszak hasonló életközösségeinet névadója is lett (Ediakara-bióta). Sok paleontológus a mai élőlényekkel rokonítja ezeknek az élőlényeknek kisebb-nagyobb részét, de vannak olyanok is, akik szerint a legtöbb ediakarai életformának nincsenek leszármazottai.